# Пипили
Пипи́ли (Pipil) — индейский народ, проживающий на западе Сальвадора (ранее также в Гватемале, Гондурасе и Панаме). Говорят на языке науат, близком к ацтекскому языку науатль (иногда рассматривается как диалект последнего). Согласно устной традиции, пипили мигрировали из центральной Мексики, в пользу чего свидетельствует и языковое родство с другими ацтекскими народами, однако их мифология имеет гораздо больше общего с мифологией не родственных им по языку, но проживающих по соседству майя.
Название «пипиль» буквально означает «мальчик». Самоназвание народа — науат, nahuat (так же, как и самоназвание их языка).
Язык науат к настоящему времени почти вышел из употребления, на нём говорят лишь несколько сот пожилых носителей в департаментах Сонсонате и Ауачапан. Диалекты языка науат, ранее распространённые в Гватемале, Гондурасе и Панаме, уже исчезли.
Считается, что пипили были создателями средневекового государства Кускатлан на территории Сальвадора.

## История
Исторически пипили образовались как минимум из трёх отдельных культурных групп, которые постепенно были объединены в одном государстве и затем выработали общую культуру. Группа кочевников, близкая ацтекам и говорившая на языке науа, мигрировала в Центральную Америку, где попала под влияние культуры майя. На западе Сальвадора обнаружены развалины пирамид из песчаника, относящиеся к цивилизации майя, которые датируются I—X вв. н. э. Культуры и язык майя доминировали в этом регионе вплоть до IX века. Смешанная цивилизация науа-майя не достигла той вершины развития, характерной для исторического центра цивилизации майя в Мексике и Гватемале, однако добилась заметных успехов.
Ещё одна группа, которую условно обозначают «исалько-пипиль» (Izalco Pipil), как предполагается, мигрировала в данный регион в конце X века и заняла земли к западу от реки Лемпа в XI веке. Согласно легендам, которым не противоречат данные археологических раскопок, это были беженцы из империи тольтеков, спасающиеся от внутренних конфликтов. Тольтеки говорили на языке, близком к ацтекскому (науат), поэтому науа легко их понимали.
В основном древние пипили проживали на территории современного Сальвадора, лишь небольшая часть — на территории Гватемалы (поселение Эскинтла). Культура пипилей в основном имела черты, характерные для культуры майя, и обладали большим количеством природных ресурсов. Пипили создали нацию, известную как Кускатлан, которая делилась как минимум на два централизованных города-государства, которые, в свою очередь, могли подразделяться на муниципалитеты. Цивилизация пипилей включила в себя ряд групп, говорящих на языках майя, в основном через торговлю и сотрудничество, а не завоевание. Пипили почитали бога Шипе-Тотека, который требовал человеческих жертвоприношений. Также пипили славились обработкой хлопковых тканей, создали широкую сеть торговых связей, торгуя текстильными и сельскохозяйственными товарами.
Ко времени прихода испанских завоевателей пипили контролировали почти весь запад современного Сальвадора, а также в основном центральную часть вплоть до побережья реки Лемпа.
Хотя в основном пипили занимались сельским хозяйством, некоторые их центры позднее превратились в современные города, например, Сонсонате и Ауачапан. Среди археологических памятников пипильской цивилизации наиболее известными являются руины Сиуатана невдалеке от вулкана Гуасапа (es:Guazapa).

## Конкиста
В начале XVI века испанские конкистадоры добрались до Центральной Америки из Мексики, которая тогда была известна как колония Новая Испания. Попытки испанцев распространить своё влияние на область, где ныне находится Сальвадор, натолкнулись на жёсткое сопротивление пипилей и их соседей майя. Педро де Альварадо, «правая рука» Эрнана Кортеса, возглавил первую экспедицию испанцев в июне 1524 г., однако был разбит и отступил в Гватемалу. Понадобились ещё две экспедиции, первая в 1525 г., и затем вторая, осуществлённая небольшой группой в 1528 г., чтобы наконец подчинить пипилей испанской короне.

## Современные пипили
Пипили имеют сильное влияние на современную культуру Сальвадора, тем более, что значительная часть населения этой страны претендует на происхождение от пипилей. Лишь немногие пипили в настоящее время говорят на языке науат и сохраняют традиционную культуру — они живут в основном в юго-западных горах около границы с Гватемалой.